# HD 176301
HD 176301，又名BD+19 3858，SAO 104306、HR 7171，是一颗恒星，视星等为6.5，位于銀經51.45，銀緯7.34，其B1900.0坐标为赤經18h 54m 24.1s，赤緯+19° 7.34′ 30″。